# Xeka
Xeka, właśc. Miguel Ângelo da Silva Rocha (ur. 10 listopada 1994 w Rebordosa) – portugalski piłkarz występujący na pozycji pomocnika.

## Kariera klubowa
Wychowanek FC Paços de Ferreira i Valencia CF, w swojej karierze grał także w takich zespołach jak SC Braga.
W sierpniu 2013 roku został wypożyczony do Sporting Covilhã.
31 stycznia 2017 roku został wypożyczony do Lille OSC.1 lipca 2017 opcja kupna jest wykonywane za 5 mln. W sezonie 2020/21 zdobył mistrzostwo Francji z klubem Lille OSC.
| Sezon            | Klub                    | Kraj             | Rozgrywki        | Liga  | Liga   | Puchar kraju | Puchar kraju | Puchar ligi | Puchar ligi | Europejskie puchary | Europejskie puchary | Razem | Razem  |
| Sezon            | Klub                    | Kraj             | Rozgrywki        | Mecze | Bramki | Mecze        | Bramki       | Mecze       | Bramki      | Mecze               | Bramki              | Mecze | Bramki |
| ---------------- | ----------------------- | ---------------- | ---------------- | ----- | ------ | ------------ | ------------ | ----------- | ----------- | ------------------- | ------------------- | ----- | ------ |
| 2013/14          | SC Braga B              | Portugalia       | Segunda Liga     | 17    | 1      | –            | –            | –           | –           | –                   | –                   | 17    | 1      |
| 2014/15          | Sporting Covilhã (wyp.) | Portugalia       | Segunda Liga     | 5     | 0      | 1            | 0            | 1           | 0           | –                   | –                   | 7     | 0      |
| 2015/16          | Sporting Covilhã (wyp.) | Portugalia       | Segunda Liga     | 34    | 0      | 0            | 0            | 0           | 0           | –                   | –                   | 34    | 0      |
| 2016/17          | SC Braga                | Portugalia       | Primeira Liga    | 11    | 0      | 3            | 0            | 4           | 0           | 0                   | 0                   | 18    | 0      |
| 2016/17          | Lille OSC (wyp.)        | Francja          | Ligue 1          | 13    | 1      | 2            | 0            | 0           | 0           | 0                   | 0                   | 15    | 1      |
| 2017/18          | Lille OSC               | Francja          | Ligue 1          | 1     | 0      | 0            | 0            | 0           | 0           | 0                   | 0                   | 1     | 0      |
| 2017/18          | Dijon FCO (wyp.)        | Francja          | Ligue 1          | 17    | 2      | 0            | 0            | 0           | 0           | 0                   | 0                   | 17    | 2      |
| 2018/19          | Lille OSC               | Francja          | Ligue 1          | 27    | 2      | 2            | 0            | 1           | 0           | 0                   | 0                   | 30    | 2      |
| 2019/20          | Lille OSC               | Francja          | Ligue 1          | 17    | 0      | 3            | 0            | 2           | 0           | 3                   | 0                   | 25    | 0      |
| 2020/21          | Lille OSC               | Francja          | Ligue 1          | 33    | 1      | 3            | 1            | –           | –           | 6                   | 0                   | 42    | 2      |
| 2021/22          | Lille OSC               | Francja          | Ligue 1          | 23    | 3      | 0            | 0            | –           | –           | 7                   | 0                   | 29    | 3      |
| Razem w karierze | Razem w karierze        | Razem w karierze | Razem w karierze | 198   | 10     | 14           | 1            | 8           | 0           | 16                  | 0                   | 236   | 11     |

Stan na: 1 maja 2022 r.

## Sukcesy

### Klubowe
Lille OSC
- Mistrzostwo Francji (1x): 2020/2021
- Superpuchar Francji (1x): 2021